# Ембирен
Ембирен (њем. Embühren) општина је у њемачкој савезној држави Шлезвиг-Холштајн. Једно је од 165 општинских средишта округа Рендсбург. Према процјени из 2010. у општини је живјело 228 становника. Посједује регионалну шифру (AGS) 1058048.

## Географски и демографски подаци
Ембирен се налази у савезној држави Шлезвиг-Холштајн у округу Рендсбург. Општина се налази на надморској висини од 33 метра. Површина општине износи 7,4 km². У самом мјесту је, према процјени из 2010. године, живјело 228 становника. Просјечна густина становништва износи 31 становника/km².